# Робертс, Тиффани
Тиффани Робертс Сагайдак (англ. Tiffany Roberts Sahaydak; род. 5 мая 1977, Петалума, Калифорния) — американская футболистка и футбольный тренер, выступавшая на позициях защитника и полузащитника. Чемпионка мира (1999) и олимпийская чемпионка (1996) в составе национальной сборной.

## Карьера

### Студенческая карьера
В футболе дебютировала в 1995 году в университетском женском футбольном клубе «Норт Каролайна Тар Хилз», в составе которого выступала на протяжении первых трёх сезонов своей игровой карьеры.

### Клубная карьера
В 2001 году присоединилась к американскому женскому футбольному клубу «Каролайна Корэдж», где провела следующие два сезона, а спустя два года вошла в состав женском команды клуба «Вашингтон Фридом».

### Карьера в сборной
В 1994 году дебютировала в официальных матчах в составе женской национальной сборной США по футболу. Уже в следующем году она вошла в состав национальной команды, который представлял страну на втором чемпионате мира по футболу среди женщин, завоевав бронзовые медали турнира. Спустя ещё один год команде удалось одержать победу на футбольном турнире летних Олимпийских игр в Атланте.
В 1999 году Робертс выступала в составе национальной команды, одержавшей победу в финале домашнего чемпионата мира, а в 2003 году вновь стала бронзовым призёром турнира. Всего в составе сборной приняла участие в 112 матчах, отметившись 7 забитыми голами.

### Тренерская карьера
За годы тренерской работы Робертс работала с женскими университетскими командами «ВКЮ Рэмз» и «ЮСФ Найтс», а в 2022 году была назначена помощником главного тренера женской национальной сборной страны.